# Капелюх з корками

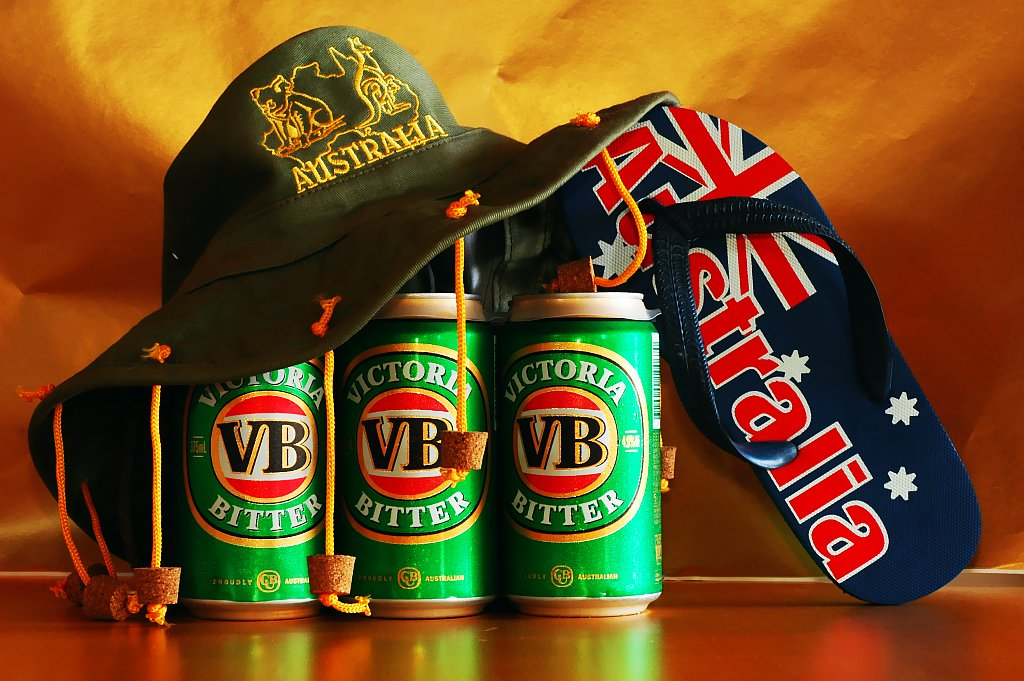
Корковий капелюх, австралійське пиво та в'єтнамки

Капелюх з корками (англ. cork hat) — тип головного убору, капелюх з пробками, підвішеними на край шапки для відлякування комах.
Шматочки пробки, зазвичай пляшкові корки, розвішуються на нитці по краю капелюха. Низька густина пробки уможливлює розмістити багато підвісок на капелюсі без істотного збільшення ваги. Рух голови змушує пробки розгойдуватися, відлякуючи комах, таких як мухи, від кружляння навколо голови власника, або потрапляння в ніс або рот власника. Коркові шапки — це звичайна покупка як сувенір для туристів в Австралії.
На думку деяких, їх носили джакару і сваґмени в наповненій м'ясною мухою австралійській глибинці. Корковий капелюх став частиною стереотипного, майже міфічного, представлення австралійського «окера», особливо в Сполученому Королівстві. Форма та матеріал пробкових капелюхів різняться, хоча, як правило, вони мають форму, схожу на слаучгет.